# 卡爾馬斯卡雷區

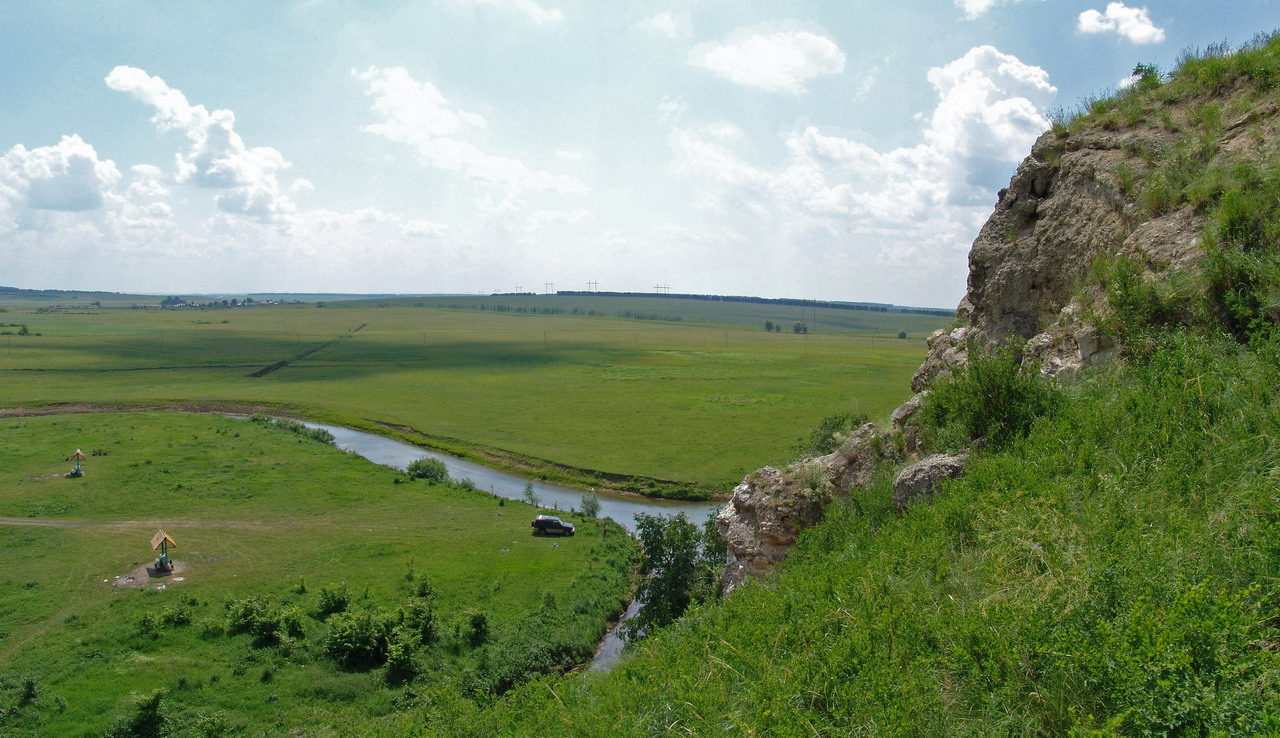

54°22′N 56°11′E / 54.367°N 56.183°E
卡爾馬斯卡雷區（俄语：Кармаскалинский район），是俄羅斯的一個區，位於該國西南部，由巴什科爾托斯坦共和國負責管轄，始建於1930年8月20日，面積1,750平方公里，2010年人口51,504，人口密度每平方公里29.43人。